# Blastobasis aequivoca
Blastobasis aequivoca é uma espécie de mariposa do gênero Blastobasis pertencente à família Coleophoridae.